# ゴエモン音頭
「ゴエモン音頭」（ごえもんおんど）は、1991年8月5日にリリースされた三橋美智也のシングル。

## 解説
- 「がんばれゴエモン～ゆき姫救出絵巻～」のCMソングであり、後の作品でもタイトル画面などのBGMとして広く使われた。
- 正式には「ゴエモンおとがしら」と読む。

## 収録曲
1. ゴエモン音頭
  - 作詞・作曲:コナミ矩形波倶楽部／編曲:丸山雅仁
2. ゴエモン町を行く
  - 作詞・作曲:コナミ矩形波倶楽部／編曲:丸山雅仁
3. ゴエモン音頭（オリジナル・カラオケ）